# Maćkowce (obwód miński)
Maćkowce (biał. Мацькаўцы; ros. Матьковцы) – agromiasteczko na Białorusi, w rejonie wilejskim obwodu mińskiego, około 31 km na wschód od Wilejki.

## Historia
Pierwsza wzmianka o majątku pochodzi z roku 1794. Niegdyś Maćkowce wchodziły w skład większego majątku z siedzibą w niedalekich Stajkach będącego własnością rodziny Bohdanowiczów herbu Bogoria. W wyniku działu rodzinnego pod koniec XIX wieku Maćkowce zostały wyłączone z klucza i przypadły Józefowi Bohdanowiczowi (1872–1930), żonatemu z Izą Raue (1877–1926). Ostatnią właścicielką majątku była ich córka Maria Bohdanowicz (1900–1942) rozstrzelana niedaleko swego domu przez Gestapo za współpracę z polskim podziemiem.
Po II rozbiorze Polski w 1793 roku dobra te, wcześniej należące do województwa wileńskiego Rzeczypospolitej znalazły się na terenie powiatu wilejskiego (ujezdu) guberni mińskiej, a od 1843 roku – guberni wileńskiej. Po I wojnie światowej folwark Maćkowce wrócił do Polski, po ustabilizowaniu się granicy polsko-radzieckiej w 1921 roku znalazł się w gminie Olkowicze, od 1 stycznia 1926 roku w gminie Ilia, w powiecie wilejskim województwa nowogródzkiego. 13 kwietnia 1922 roku gmina wraz z całym powiatem wilejskim została przyłączona do objętej władzą polską Ziemi Wileńskiej, przekształconej 20 stycznia 1926 roku w województwo wileńskie. Od 1945 roku – w ZSRR, od 1991 roku – na terenie Republiki Białorusi.
W 1866 roku wieś nie istniała, w folwarku mieszkało 19 osób. Według powszechnego spisu ludności z 1921 roku zamieszkiwało tu 77 osób, 74 było wyznania rzymskokatolickiego a 3 prawosławnego. Jednocześnie 17 mieszkańców zadeklarowało polską a 60 białoruską przynależność narodową. Było tu 12 budynków mieszkalnych. W 1931 w majątku w 7 domach zamieszkiwało 59 osób, oraz 15 w 2 domach na częściowo rozparcelowanych działkach. W 2009 roku we wsi mieszkały 334 osoby.
Wierni należeli do parafii rzymskokatolickiej w Olkowiczach. Miejscowość podlegała pod Sąd Grodzki w Ilii i Okręgowy w Wilnie; właściwy urząd pocztowy mieścił się w Olkowiczach.

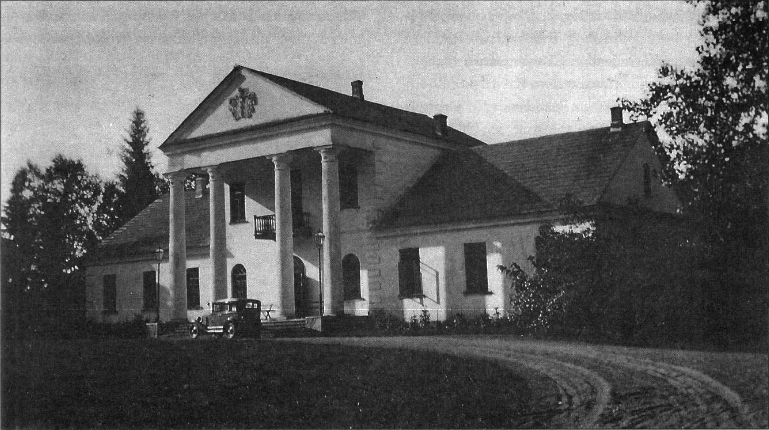
Dwór przed 1939 rokiem

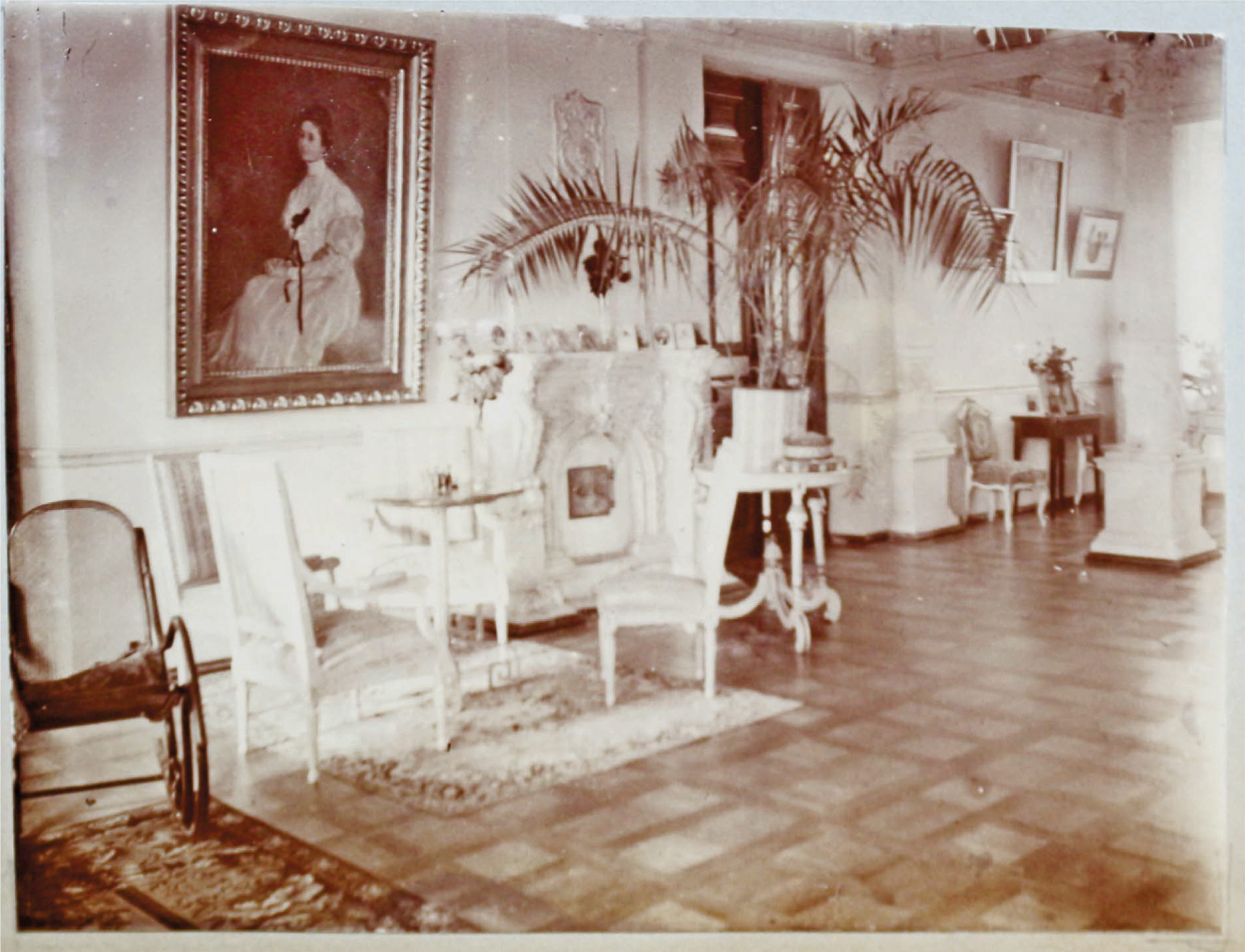
Salon (przed 1918 rokiem)

## Nieistniejący dwór
W latach 1890–1900 Józef Bohdanowicz zbudował tu dwór o architekturze nawiązującej do klasycyzmu. Był to dziewięcioosiowy dom wzniesiony na planie czworokąta. Był przykryty dwuspadowym dachem gontowym. Miał parterowe skrzydła, a trójosiowa część środkowa była piętrowa. Przed nią był portyk w wielkim porządku o czterech kolumnach podtrzymujących trójkątny szczyt z herbem rodzinnym. Od strony ogrodowej za domem był taras, a nad nim – balkon. 
Dwór miał układ dwutraktowy. Wielki salon zajmował całą szerokość domu. 
W tym samym czasie urządzono tu dość duży park krajobrazowy z częściowo zachowanym starszym drzewostanem.
Dwór nie zachował się, został zniszczony po 1939 roku. Pozostały gołe ściany młyna wodnego (z 1901 roku), czworaki, ruiny stajni i kaplicy.
Majątek Maćkowce został opisany w 4. tomie Dziejów rezydencji na dawnych kresach Rzeczypospolitej Romana Aftanazego.